# Terceira Ponte Continental
A Terceira Ponte Continental é a mais longa das três pontes ligando a Ilha de Lagos, com o continente de Lagos, Nigéria, as outras duas pontes são a ponte Eko e ponte Carter. É a mais longa ponte na África.
A ponte começa em Oworonshoki, que está ligada à via expressa Apapa-Oshodi e via expressa Lagos-Ibadan, e termina no Adeniji Adele Intercâmbio na Ilha Lagos. Há também uma conexão a meio caminho pela ponte que leva para a Estrada Herbert Macaulay, Yaba. A ponte foi construída por Julius Berger Nigeria PLC e inaugurada pelo Presidente Ibrahim Babangida em 1990. Mede aproximadamente 11.8 km no comprimento. Contudo, há relatórios recentes que a Terceira Ponte Continental está vibrando agora, indicando que precisa de atenção urgente.